# Histórico do futsal do Sporting Clube de Portugal
A lista abaixo contém o histórico das temporadas do futsal do Sporting Clube de Portugal desde 2004, ano em que o formato do campeonato passou a ser em pontos corridos e depois em eliminatórias.

## Histórico
| Época     |    | Play-off        | Pos. | P  | J  | V  | E | D | GM  | GS | Taça de Portugal | Taça da Liga | Taça de Honra | Supertaça    | Liga dos Campeões |
| --------- | -- | --------------- | ---- | -- | -- | -- | - | - | --- | -- | ---------------- | ------------ | ------------- | ------------ | ----------------- |
| 2018-2019 | 1D | Finalista       | 2    | 73 | 26 | 24 | 1 | 1 | 138 | 43 | Vencedor         | 1/4 Final    | -             | Vencedor     | Vencedor          |
| 2017-2018 | 1D | Campeão         | 1    | 76 | 26 | 25 | 1 | 0 | 143 | 31 | Vencedor         | Finalista    | Vencedor      | Vencedor     | Finalista         |
| 2016-2017 | 1D | Campeão         | 1    | 72 | 26 | 23 | 3 | 0 | 144 | 35 | 1/2 Final        | Vencedor     | Vencedor      | Finalista    | Finalista         |
| 2015-2016 | 1D | Campeão         | 1    | 73 | 26 | 24 | 1 | 1 | 146 | 22 | Vencedor         | Vencedor     | Vencedor      | Finalista    | Não disputou      |
| 2014-2015 | 1D | 3º classificado | 3    | 62 | 26 | 20 | 2 | 4 | 116 | 49 | 1/2 Final        | -            | Finalista     | Vencedor     | 3º classificado   |
| 2013-2014 | 1D | Finalista       | 2    | 68 | 26 | 22 | 2 | 2 | 160 | 54 | 4ª Eliminatória  | -            | Vencedor      | Vencedor     | Ronda de Elite    |
| 2012-2013 | 1D | Campeão         | 1    | 75 | 26 | 25 | 0 | 1 | 147 | 36 | Vencedor         | -            | -             | Não disputou | Não disputou      |
| 2011-2012 | 1D | Finalista       | 2    | 67 | 26 | 21 | 4 | 1 | 102 | 46 | 1/4 Final        | -            | -             | Finalista    | 4º classificado   |
| 2010-2011 | 1D | Finalista       | 2    | 63 | 26 | 20 | 3 | 3 | 153 | 44 | Vencedor         | -            | -             | Vencedor     | Finalista         |
| 2009-2010 | 1D | Campeão         | 1    | 65 | 26 | 21 | 2 | 3 | 137 | 65 | 1/4 Final        | -            | -             | Não disputou | Não disputou      |
| 2008-2009 | 1D | 1/4 Final       | 5    | 65 | 26 | 15 | 7 | 4 | 97  | 74 | 2ª Eliminatória  | -            | -             | Vencedor     | Não disputou      |
| 2007-2008 | 1D | 3º classificado | 5    | 65 | 26 | 15 | 6 | 5 | 100 | 60 | Vencedor         | -            | -             | Não disputou | Não disputou      |
| 2006-2007 | 1D | Finalista       | 3    | 60 | 26 | 19 | 3 | 4 | 109 | 53 | 1/2 Final        | -            | -             | Finalista    | Ronda de Elite    |
| 2005-2006 | 1D | Campeão         | 1    | 70 | 26 | 22 | 4 | 0 | 137 | 61 | Vencedor         | -            | -             | Não disputou | Não disputou      |
| 2004-2005 | 1D | Finalista       | 3    | 70 | 26 | 23 | 1 | 2 | 157 | 61 | 1/8 Final        | -            | -             | Vencedor     | Ronda de Elite    |

| Campeão ou 1º lugar. Finalista ou 2º lugar. 1/2 Finais ou 3º lugar. |

- 1D: Campeonato Nacional da I Divisão de Futsal